# Amelia Blossom Pegram
Amelia Blossom Pegram (née le 3 octobre 1935 - décédée le 11 mai 2022), également connue sous le nom d'Amelia Blossom House, est une écrivaine et interprète sud-africaine, qui commence sa vie professionnelle en tant qu'enseignante. Elle est également actrice et mannequin,,,.

## Biographie
Amélia Blossom Pegram est née à Wynberg, Cape Town en Afrique du Sud, de Henry Bowman-Pegram et Evelyn Minnie West le 3 octobre, mais il y a des discussions quant à l'année de sa naissance. Amélia Blossom Pegram a expliqué: "Je suis né au printemps, et c'est pourquoi je m'appelle Blossom. Le printemps en Afrique du Sud est octobre. . . . J'ai deux certificats de naissance, et ça a l'air un peu fou, mais l'un dit '38, l'autre dit '35. . . . C'est grâce à la tenue de registres en Afrique du Sud." 
Après avoir obtenu un baccalauréat en histoire et en anglais en 1961 à l'Université de Cape Town, Amélia Blossom Pegram commence une carrière d'enseignante mais en 1963, elle quitte l'Afrique du Sud pour des raisons politiques, pour finalement s'installer à Londres, en Angleterre, où elle étudie le théâtre à la Guildhall School of Music and Drama, agissant plus tard sur scène, à la télévision, à la radio et au cinéma,,.
En 1972, Amélia Blossom Pegram déménage aux États-Unis, vivant et enseignant à Fort Knox, et elle obtient une maîtrise de l'Université de Louisville en 1977, écrivant sa thèse sa thèse sur Dennis Brutus.
Ses nouvelles, poèmes et essais sont publiés dans de nombreuses revues, parmi lesquelles Staffrider, Présence Africaine, Callalloo, The Gar et Essence. Amélia Blossom Pegram lit et interprète sa poésie à l'échelle internationale. Elle est l'auteur de plusieurs livres, dont Our Sun Will Rise: Poems from South Africa (1989), et ses écrits sont inclus dans l'anthologie Daughters of Africa, éditée par Margaret Busby (1992), et dans Conversations with Kentucky Writers II (2015).

## Distinctions
Amélia Blossom Pegram reçoit de nombreuses reconnaissances pour son travail:
- une bourse de recherche de la Kentucky Foundation for Women
- la Kwanzaa Honors List, Woman of the Year
- le Louisville Board of Alderman Literary Award
- l'inauguration de la Pan African Writers Association
- la South African Women for Prix des arts et de la littérature des femmes (SAWW)[10].